# Droga krajowa B57 (Niemcy)
Droga krajowa 57 (niem. Bundesstraße 57, B 57) – niemiecka droga krajowa przebiegająca  z północy na południe od skrzyżowania z drogą B9 na obwodnicy Kleve do granicy z Belgią na południe od Akwizgranu w Nadrenii Północnej-Westfalii.

## Miejscowości leżące przy B57
Kleve, Qualburg, Hasselt, Moyland, Kalkar, Kehrum, Marienbaum, Xanten, Birten, Bönning, Grüntal, Ossenberg, Rheinberg, Krefeld, Mönchengladbach, Rheindahlen, Rath-Anhoven, Erkelenz, Granterath, Baal, Körrenzig, Linnich, Gereonsweiler, Puffendorf, Setterich, Baesweiler, Alsdorf, Würselen, Akwizgran, Köpfchen